# Eustace Conway
Eustace Robinson Conway IV, né le 15 septembre 1961 à Columbia (Caroline du Sud), est un survivaliste/collapsologue américain et le sujet de l'ouvrage d'Elizabeth Gilbert The Last American Man. 
Il est également le sujet principal de Adventures in the Simple Life de Sarah Vowell dans l'émission de radio hebdomadaire This American Life avec Ira Glass. 
Propriétaire d'une réserve de 1 000 acres environ 400 hectares nommée Turtle Island à Boone (Caroline du Nord), il est  un des protagonistes de la série télévisée Mountain Men (en français : Seuls face à l'Alaska).